# Гродзинський Моріц Маркович
Гродзинський Моріц Маркович (нар. 14 січня 1887 — пом. 1962) — український вчений-правознавець, доктор юридичних наук, заслужений діяч науки УРСР, професор кафедри кримінального права і процесу Харківського юридичного інституту.

## Біографія
Народився 14 січня 1887 року поблизу міста Бердянська нині Запорізької області.
У 1910 році закінчив юридичний факультет Харківського університету (зараз Харківський національний університет імені В. Н. Каразіна). Був помічником присяжного повіреного, з 1917 року — присяжним повіреним. У 20-х роках працював консультантом Касаційного суду, Верховного трибуналу та Нарком'юсту УРСР.
З 1920 року — на викладацькій роботі. У Харківському інституті народного господарства обіймав посаду професора курсу кримінального права. У 1936 році, після утворення самостійних кафедр, був призначений першим керівником кафедри судового права, завідував кафедрою кримінального процесу, а згодом — кримінального права і процесу. З 1956 року — професор кафедри кримінального права і процесу Харківського юридичного інституту (зараз Національний університет «Юридична академія України імені Ярослава Мудрого»). У 1940 році захистив докторську дисертацію «Докази в радянському кримінальному процесі».
У 1923–1948 роках був членом Харківської колегії адвокатів.
Помер Моріц Маркович Гродзинський 22 листопада 1962 року.

## Наукова діяльність
Є засновником харківської наукової школи процесуалістів. Йому належать ґрунтовні дослідження теорії непрямих доказів. Підготував сім кандидатів юридичних наук.
Найвагомішими є такі праці:
- «Судове дослідження особистості обвинуваченого»
- «Вчення про докази та його еволюція»
- «Обвинувачений, його обов'язки та права у процесі»
- «Докази у кримінальному процесі»
- «Докази у радянському кримінальному процесі»
- «Касаційне і наглядове провадження у радянському кримінальному процесі»

Брав активну участь у розробці першого Кримінального кодексу РРФСР (1922) і всіх Кримінально-процесуальних кодексів УРСР та РРФСР.